# Kirche am Stein

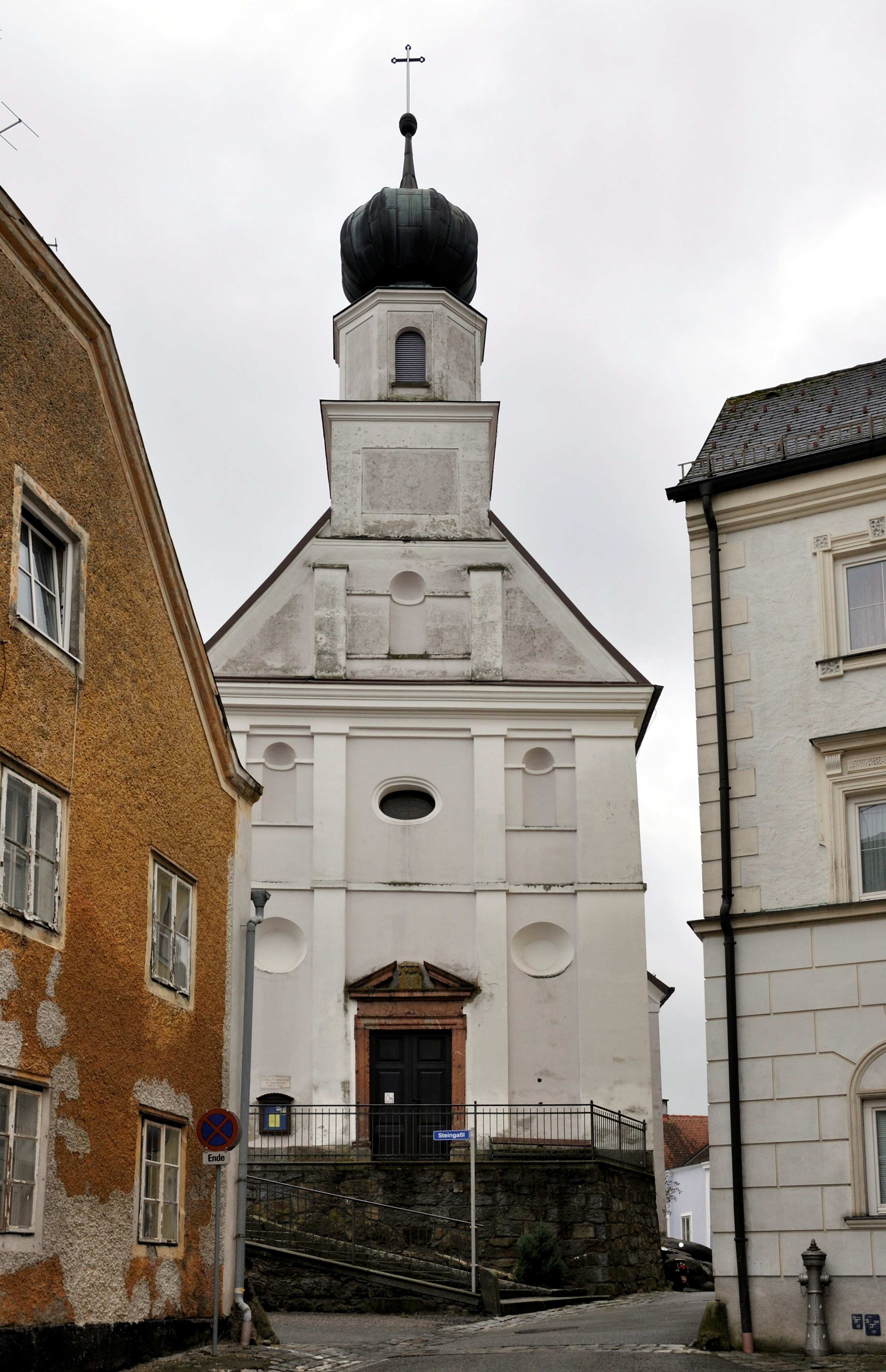
Kirche am Stein, Fassade

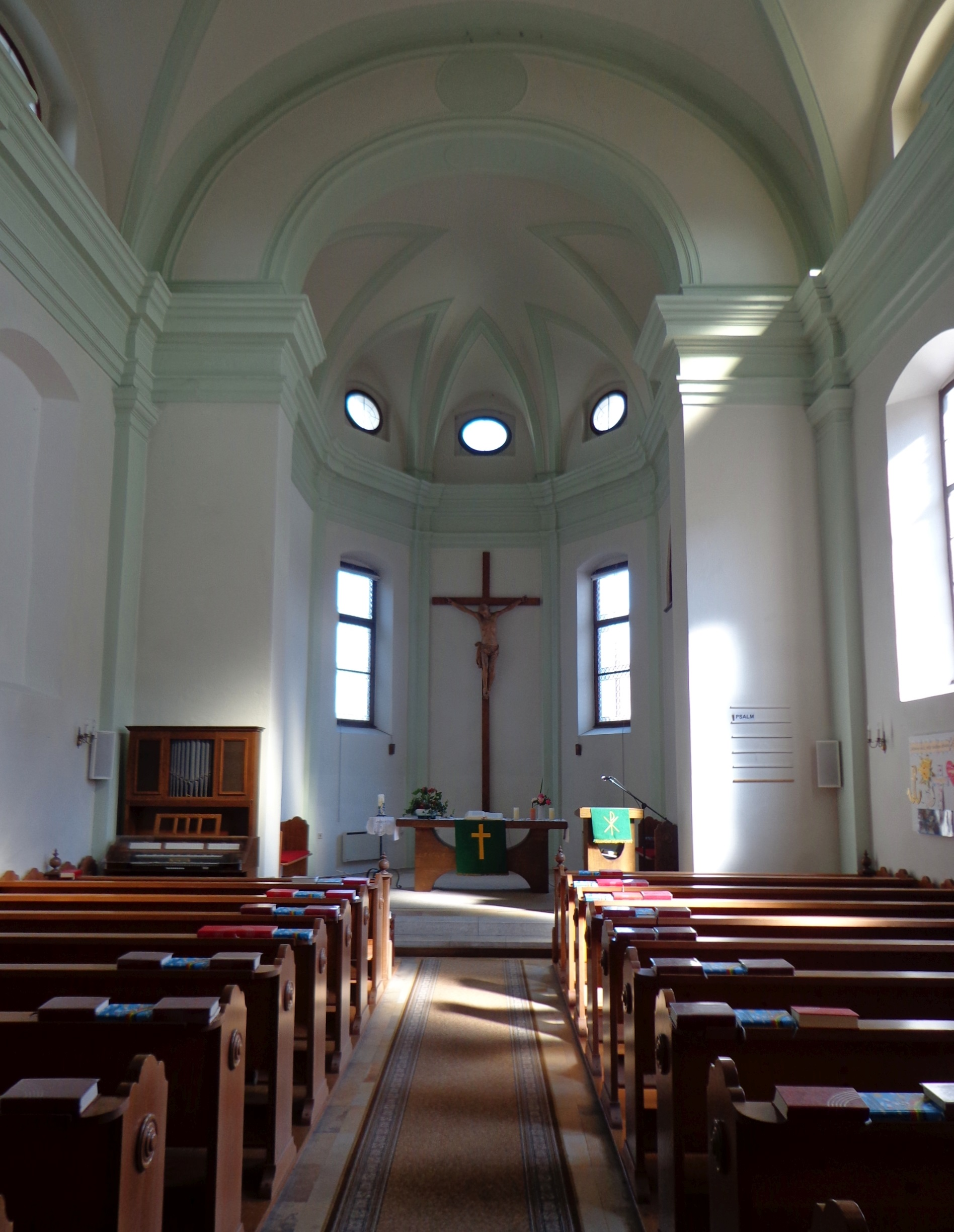
Apsis

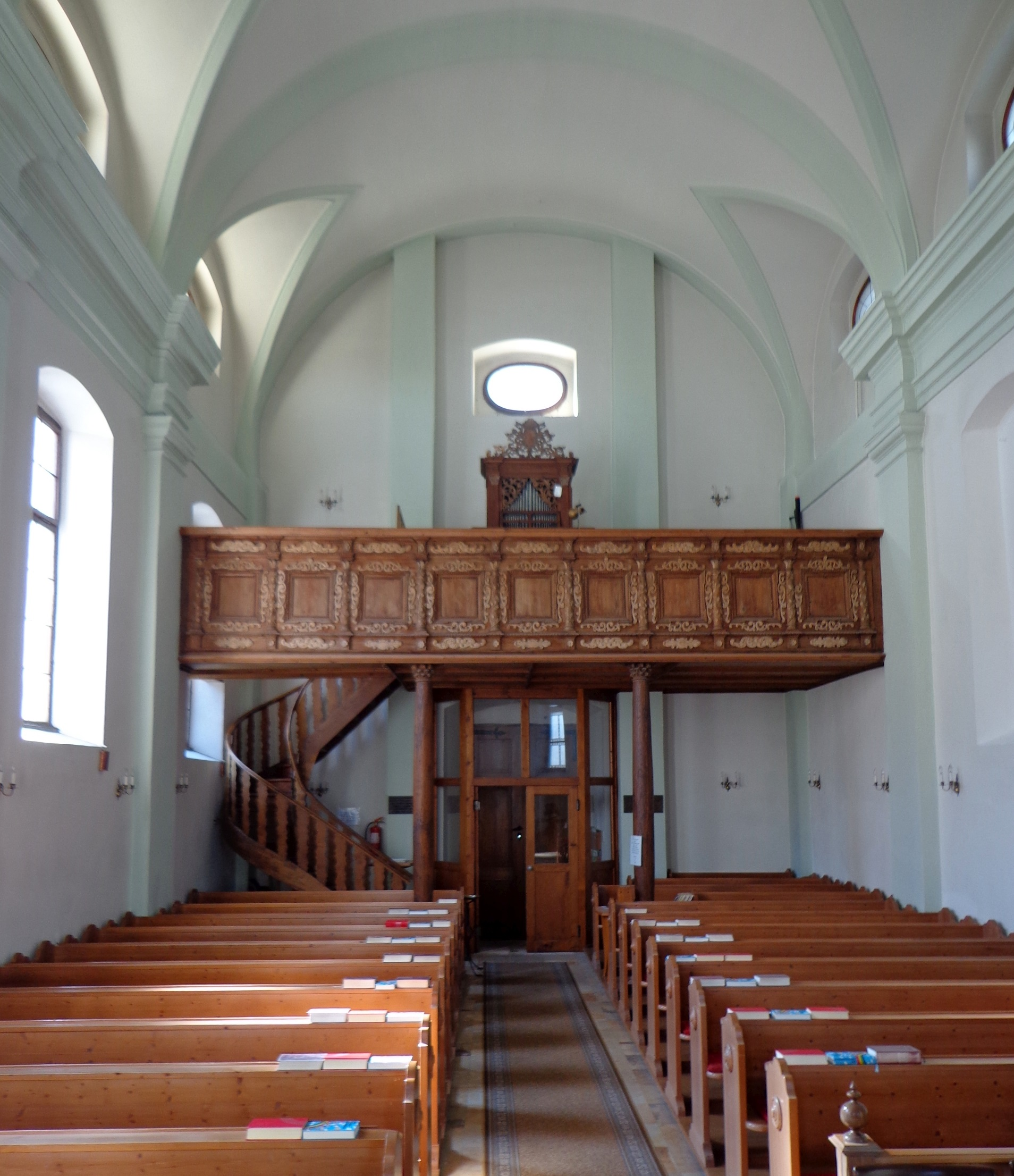
Orgelempore

Die Kirche am Stein, auch Sebastiankirche, ist die evangelische Gemeindekirche von Schärding in Oberösterreich. Sie gehört der Evangelischen Superintendentur A. B. Oberösterreich an.

## Geschichte
Die Kirche am Stein wurde 1635 als Votivkirche im Dreißigjährigen Krieg nach Errettung von einer Pestepidemie errichtet und den beiden Pest- und Seuchenheiligen Sebastian und Rochus geweiht. Das im Zuge des Josephinismus 1783 profanierte Kirchengebäude diente in der Folgezeit als Magazin und Theater, bevor sie 1954 der evangelischen Kirchengemeinde als Pfarrkirche übergeben wurde.

## Architektur
Die in markanter Lage auf einem Granitfelsen errichtete Kirche am Stein ist ein barocker, durch Wandstreifen gegliederter Saalbau mit polygonaler Apsis und einem Giebeldachreiter, das von einer klassischen Pilasterordnung mit markantem Gebälk gegliederte Innere ist von einer Stichkappentonne überwölbt. Die beiden Statuennischen der Fassade enthielten ursprünglich die Statuen der Pestheiligen Sebastian und Rochus. Von der bauzeitlichen Ausstattung der Kirche hat sich lediglich die Orgelempore erhalten. Dort steht eine kleine Orgel mit vier Registern, die im Jahre 1714 vom Passauer Orgelbauer Johann Ignaz Egedacher gebaut worden war.